# آلیا ویلسون
آلیا ویلسون (انگلیسی: Aaliyah Wilson؛ زادهٔ ۲۸ اوت ۱۹۹۸) بازیکن بسکتبال اهل ایالات متحده آمریکا است.